# Запис оброк Света Тројица и Видовдан (Враниште)
Запис оброк Света Тројица и Видовдан (Враниште) се налази на парцели чији је власник Град Пирот.

## Локација
| Општина             | Пирот                                                                       |
| Катастарска општина | Враниште                                                                    |
| Потес               | Голема падина                                                               |
| Координате          | 43° 15′ 48″ С; 22° 26′ 35″ И / 43.263399999999997° С; 22.443010000000001° И |
| Надморска висина    | 411m                                                                        |

## Карактеристике
Дендрометријске вредности утврђене на терену и сателитским снимцима:
| Стабло                     | Крст |
| Висина стабла              | m    |
| Обим дебла                 | m    |
| Пречник крошње             | 0m   |
| Пречник дебла              | m    |
| Висина дебла до прве гране | m    |

## База записа
Запис је у оквиру Викимедија пројекта "Запис - Свето дрво" заведен под редним бројем 1067.